# Laugh Now Cry Later
«Laugh Now Cry Later» es una canción del rapero canadiense Drake con el rapero estadounidense Lil Durk. Fue lanzado como el sencillo principal del próximo sexto álbum de estudio de Drake Certified Lover Boy a través de Republic Records y OVO Sound el 11 de agosto de 2020.
La canción debutó en el número dos en el Billboard Hot 100 y el número uno en Canadá.

## Antecedentes y lanzamiento
El 12 de agosto de 2020, Drake publicó un clip de él y otra persona montando motos de agua en sus redes sociales. La publicación iba acompañada de la leyenda "TMRW MIDNIGHT". Tras su lanzamiento, resultó que el video musical de la canción también implicaba una próxima colaboración entre Drake y Nike.

## Recepción
Jeremy D. Larson de Pitchfork elogió la entrega de Drake y calificó la canción como una de las canciones de Drake más ligeras y divertidas que saldrá en un tiempom. Además, describió su presencia como "sencilla y sin esfuerzo", mientras que "Lil Durk aparece como una contraparte perfecta". Complex pensó que la canción era "una vibra, pero no un disco de éxito obvio" ni una "reproducción de radio pop por números o un disco de club contundente". 
Según Charles Holmes de Rolling Stone, la canción:

"suena como Drake con Drake", lo que explica además que la canción "es la encarnación de lo que sucede cuando rodeas al verdadero Drake con una habitación llena de Drakes pasados, como un reinicio canadiense torturado de Being.

## Vídeo musical
El video musical de la canción fue lanzado el 13 de agosto de 2020 siendo dirigido por Dave Meyers, filmada en la sede de Nike en Beaverton, Oregon, por lo que recibió críticas por ser publicitaria para la marca y parecerse más un comercial. El video presenta tomas predominantemente de Drake participando en diferentes actividades deportivas como boxeo bajo el agua (referencia a Muhammad Ali), corriendo en una cinta en el laboratorio de ciencias deportivas de Nike y yendo de compras en una tienda Nike cerrada también. como Durk y Drake montando motos de agua y Drake posando con trajes blancos y color crema de gran tamaño con Durk (referencia a LeBron James). El video también incluye varios cameos de atletas, incluidos Kevin Durant, Odell Beckham Jr. y Marshawn Lynch.

## Créditos
Los créditos de Tidal.
- Drake - voz principal, composición
- Lil Durk - voz, composición
- Cardo - composición y producción
- G. Ry - composición, producción
- Yung  Exclusive - composición, producción
- Rogét Chahayed - composición, producción
- Noel Catastro - grabación
- Noah "40" Shebib - mezcla
- Chris Athens - mezcla

## Posicionamiento en listas

### Semanales
| Tabla (2020)                                | posición |
| ------------------------------------------- | -------- |
| Australia (ARIA)                            | 3        |
| Austria (Ö3 Austria Top 40)                 | 19       |
| Bélgica (Flandes) (Ultratop 50)             | 47       |
| Bélgica (Valonia) (Ultratip Bubbling Under) | 3        |
| Canadá (Canadian Hot 100)                   | 1        |
| República Checa (Singles Digitál Top 100)   | 57       |
| Dinamarca (Tracklisten)                     | 20       |
| Francia (SNEP)                              | 50       |
| Alemania (Media Control AG)                 | 25       |
| Global 200 (Cartelera)                      | 5        |
| Hungría (Single Top 40)                     | 33       |
| Hungría (Stream Top 40)                     | 21       |
| Italia (FIMI)                               | 59       |
| Países Bajos (Mega Single Top 100)          | 22       |
| Nueva Zelanda (Recorded Music NZ)           | 3        |
| Noruega (VG-lista)                          | 9        |
| Portugal (AFP)                              | 10       |
| Rumanía (Airplay 100)                       | 64       |
| Escocia (Scottish Singles Sales Chart)      | 42       |
| Singapur (RIAS)                             |          |
| España (PROMUSICAE)                         | 86       |
| Suecia (Sverigetopplistan)                  | 14       |
| Suiza (Schweizer Hitparade)                 | 5        |
| Reino Unido (UK Singles Chart)              | 4        |
| Reino Unido (UK R&B Chart)                  | 2        |
| Estados Unidos (Billboard Hot 100)          | 2        |
| Estados Unidos (Hot R&B/Hip-Hop Songs)      | 2        |
| Estados Unidos (Mainstream Top 40)          | 26       |
| Estados Unidos (Rhythmic)                   | 1        |